# Альбрехт I (граф Габсбург)
А́льбрехт I (нем. Albrecht I; (1016 — ок. 1055) — граф Габсбург, представитель дома Габсбургов, сын Радбота, графа Габсбург, и Иды.

## Биография
Отец Вернера Радбот скончался в 1045 году. Его сыновья Вернер I, Оттон I и Альбрехт I поделили между собой графство Габсбург и некоторые другие владения отца. Все трое носили титул графа Габсбург. Вернер I был младшим сыном, однако о его братьях сохранилось значительно меньше упоминаний. Около 1055 года или ранее Оттон был убит, а Альбрехт скончался ещё раньше этого. Вернер стал обладателем всего графства.